# You'd Prefer an Astronaut
You'd Prefer an Astronaut és el tercer àlbum d'estudi del grup estatunidenc de rock alternatiu Hum. Va ser publicat l'11 d'abril del 1995 mitjançant RCA Records.
De You'd Prefer an Astronaut van sorgir tres senzills: «Stars», «The Pod» i «I'd Like Your Hair Long». Tant «Stars» com «The Pod» van comptar amb vídeos musicals. «Stars» va ser un èxit comercial, entrant a diverses llistes dels Estats Units, com al número 11 de Hot Modern Rock Tracks, al 28 de Hot Mainstream Rock Tracks i al 72 de Radio Songs. Al Canadà, va arribar al número 7 de Canada Rock Alternative de RPM. Una dècada més tard, la cançó va tornar a guanyar popularitat gràcies a la seva aparició en un anunci de Cadillac amb l'actriu Kate Walsh.
El títol de l'àlbum es part de la lletra de «I'd Like Your Hair Long», i la zebra de la portada es deu probablement a la frase "And to the left where up is down now stands a zebra made of shapes of me and silver and the sun" de «Suicide Machine».

## Antecedents
Hum va formar-se el 1989 a la ciutat estatunidenca de Champaign (Illinois), i desde el 1993 en endavant, els seus membres van ser Matt Talbott (veu, guitarra, lletres), Tim Lash (guitarra), Jeff Dimpsey (baix) i Brian St. Pere (bateria). You'd Prefer an Astronaut és el segon àlbum del grup que compta amb Talbott com a cantant i no només com a guitarrista, després que l'anterior cantant, Andy Switzky, deixés el grup després del llançament de l'àlbum debut del grup, Fillet Show (1991).
You'd Prefer an Astronaut és el primer àlbum de Hum publicat mitjançant una discogràfica important, després que Fillet Show i Electra 2000 (1993), els seus dos primers àlbums, fossin llançats mitjançant 12-inch Records, una discogràfica menor.
You'd Prefer an Astronaut va ser grabat entre el 1994 i el 1995 a l'estudi Playgroung de Chicago, excepte la cançó «The Very Old Man», que fou grabada a l'estudi Pachyderm de Minnesota.

## Estil musical i lletres
You'd Prefer an Astronaut ha estat considerat, al igual que gairebé tota la discografia de Hum, un àbum de rock alternatiu, post-hardcore i rock espacial. Musicalment, les seves cançons han estat descrites com denses, hipnòtiques, atmosfèriques i somiadores. Les lletres de Matt Talbott han estat descrites com fantàstiques i obliqües, i parlen de diversos temes com l'espai exterior, la ciència i l'amor.
El St. Louis Post-Dispatch va descriure els tres senzills de You'd Prefer an Astronaut («Stars», «The Pod» i «I'd Like Your Hair Long»), com una "allau de guitarres [que] suggereix un barreja del so de Dinosaur Jr. i dels paisatges sonors més somiadors de bandes irlandeses o britàniques com My Bloody Valentine o Lush". La revista Vox escriví que les cançons com «Stars» són "dolorosament melancòliques", però que "el to indiferent de Talbott i l'esclat estavellat de les guitarres impedeixen que caigui cap al sentimentalisme".
Los Angeles Times ha escrit que la música de Hum barreja "textures de guitarra agitades i sovint complexes i melodies nítides al voltant de lletres impregnades de ciència i viatges espacials".

## Llegat
You'd Prefer an Astronaut ha venut més de 250.000 còpies, sent l'àlbum més venut de Hum. AV Club l'ha anomenat una "obra mestra passada per alt". Tant a AllMusic com a Sputnikmusic compta amb una puntuació de 4 estrelles sobre 5.
El vocalista del grup Deftones, Chino Moreno, ha dit que You'd Prefer an Astronaut ha tingut una gran influència en la seva música, anomenant-lo un dels seus àlbums preferits.
«Stars» ha aparegut a la sèrie de televisió Beavis and Butt-head i al videojoc Saints Row 2.

## Llista de cançons
| Núm.          | Títol                             | Durada |
| ------------- | --------------------------------- | ------ |
| 1.            | «Little Dipper»                   | 4:44   |
| 2.            | «The Pod»                         | 4:38   |
| 3.            | «Stars»                           | 5:09   |
| 4.            | «Suicide Machine»                 | 5:58   |
| 5.            | «The Very Old Man»                | 2:45   |
| 6.            | «Why I Like the Robins»           | 4:58   |
| 7.            | «I'd Like Your Hair Long»         | 5:26   |
| 8.            | «I Hate It Too»                   | 5:59   |
| 9.            | «Songs of Farewell and Departure» | 6:16   |
| Durada total: | Durada total:                     | 45:53  |

## Personal
Hum
- Jeff Dimpsey – baix
- Tim Lash – guitarra
- Bryan St. Pere – bateria
- Matt Talbott – guitarra i veus

Personal tècnic
- Keith Cleversley – producció[6]